# Leonardo VII Tocco
Don Leonardo VII Tocco (1 de enero de 1698 - 31 de marzo de 1776), más tarde también conocido con el nombre completo de Leonardo di Tocco Cantelmo Stuart, fue un noble italiano del siglo XVIII, que sirvió como príncipe de Montemiletto y príncipe titular de Acaya desde la muerte de su padre Carlo Antonio Tocco en 1701 hasta su propia muerte en 1776.
A lo largo de su vida, Leonardo alcanzó altos honores y puestos al servicio del papado, el Sacro Imperio Romano Germánico y el Reino de Nápoles. Se desempeñó como capitán de la caballería de la guardia papal, Consejero de Estado Imperial en el Sacro Imperio Romano Germánico y mariscal de campo y vicario general en el Reino de Nápoles. En 1738, Leonardo se convirtió en uno de los primeros caballeros de la Orden de San Jenaro. Asumió el apellido completo 'di Tocco Cantelmo Stuart' después de casarse con Camilla Cantelmo Stuart, cuya familia afirmaba descender de la casa real escocesa e inglesa de Estuardo.

## Biografía

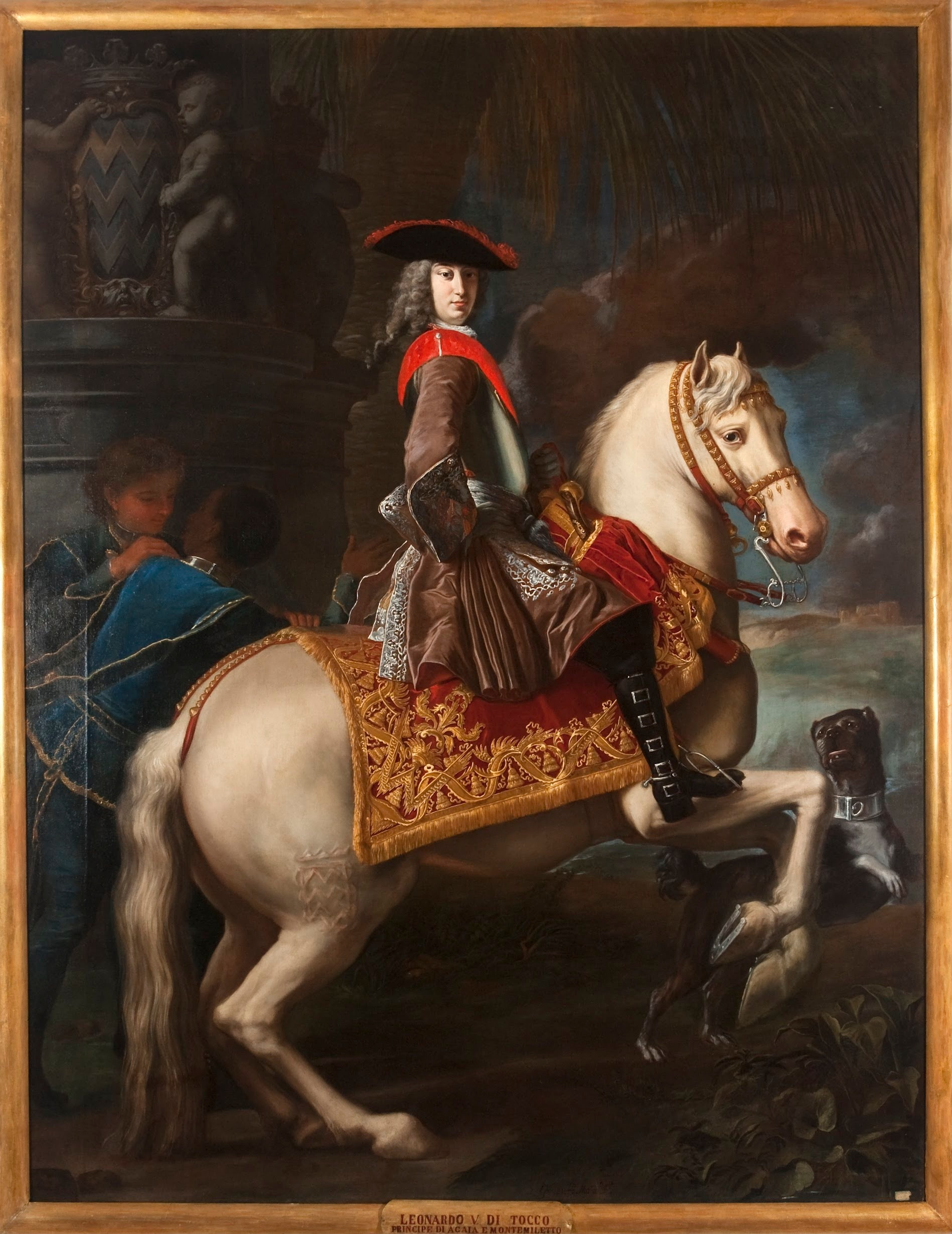
Cuadro de Leonardo VII Tocco a caballo (la etiqueta lo numera erróneamente como Leonardo V).

Leonardo VII Tocco nació en Montemiletto el 1 de enero de 1698, el hijo mayor de Carlo Antonio Tocco, príncipe de Montemiletto y príncipe titular de Acaya, y la noble italiana Livia Sanseverino. Tras la muerte de su padre el 31 de enero de 1701, Leonardo heredó sus títulos.
Leonardo sirvió al papado y al Sacro Imperio Romano Germánico en altos cargos. El 20 de octubre de 1720, a la edad de 22 años, Leonardo fue nombrado capitán de un regimiento de caballería de la guardia papal. El 24 de diciembre de 1724, solo cuatro años después, fue ascendido a capitán de todos los jinetes. En el Sacro Imperio Romano Germánico, el emperador Carlos VI de Habsburgo nombró a Leonardo Consejero de Estado Imperial el 6 de octubre de 1725.
Leonardo también obtuvo varios honores en el Reino de Nápoles. El 23 de abril de 1732, fue nombrado mariscal de campo y vicario general del Principato Ultra, una de las divisiones administrativas del reino. El 14 de julio de 1734, Carlos VII de Nápoles nombró a Leonardo caballero de la cámara. El 6 de julio de 1738, Leonardo fue nombrado caballero de la Orden de San Jenaro, orden fundada ese año por Carlos VII.
El 16 de enero de 1724, Leonardo se casó con Camilla Cantelmo Stuart (o Stuard), princesa de Pettora y duquesa de Popoli. Su familia, la prominente Cantelmo Stuarts, afirmó ser descendiente y parentesco con la Casa real escocesa e inglesa de Estuardo. Después de su matrimonio, Leonardo usó el nombre completo 'Leonardo di Tocco Cantelmo Stuart', también usado por los descendientes de la pareja.
Leonardo murió en Nápoles el 31 de marzo de 1776.

## Descendencia
Con su esposa Camilla Cantelmo Stuart, Leonardo VII Tocco tuvo tres hijos:
- Carlo Maria di Tocco Cantelmo Stuart (8 de abril de 1725-1 de abril de 1747), hijo.[9]
- Maria Beatrice di Tocco Cantelmo Stuart (1 de junio de 1726 -?), hija.[9]
- Restaino di Tocco Cantelmo Stuart (6 de agosto de 1730 - 21 de febrero de 1796), hijo, heredero de los títulos de Leonardo.[7]